# Baron Julius K*
Baron Julius K* är en roman av Carl Jonas Love Almqvist. Den ingår i band VI av den så kallade duodesupplagan av Törnrosens bok, vilket utkom 1835. Den utgör tillsammans med de tidigare berättelserna Jagtslottet och Hinden den så kallade “slottskrönikan”, som handlar om de människor som vistas på Herr Hugos jaktslott, en handling som annars främst utgör ram till andra berättelser i Törnrosens bok. Baron Julius K* har undertiteln “Ur Fröken Eleonoras reseminnen’’ och är uppbyggd just som en reseskildring. Almqvist har även gjort romanen till en tydlig pastisch på Fredrika Bremers romaner.